# 61 Virginis
61 de la Vierge
Désignations
61 Virginis (en abrégé 61 Vir) est une étoile située à 27,8 années-lumière de la Terre dans la constellation de la Vierge. Il s'agit d'une des étoiles les plus proches du système solaire.

## Propriétés
61 Virginis une naine jaune de type spectral G6,5 V. Sa taille est d'environ 94 % de celle du Soleil et sa luminosité de 78 %. Il s'agit donc d'une étoile très similaire au Soleil. La zone habitable de la planète se situe à environ 0,9 ua.
Son âge est estimé entre 6,1 et 6,6 × 109 années.
Il n'y a que peu d'activité dans sa chromosphère.
Sa gravité de surface est de 4,5.

## Système planétaire
Le 14 décembre 2009, la découvertes de trois exoplanètes orbitant autour de Virginis 61 a été annoncée. Celles-ci ont des masses allant de 5 à 25 masses terrestres,.
Leur distance à Virginis 61 est chacune plus petite que celle entre Vénus et le Soleil. Davantage de données sont nécessaires afin de confirmer la présence d'une quatrième planète.
| Planète       | Masse         | Demi-grand axe (ua) | Période orbitale (jours) | Excentricité | Inclinaison | Rayon |
| ------------- | ------------- | ------------------- | ------------------------ | ------------ | ----------- | ----- |
| 61 Virginis b | ≥ 5,1±0,5 M🜨  | 0,050 201±0,000 005 | 4,215 0±0,000 6          | 0,12±0,11    |             |       |
| 61 Virginis c | ≥ 18,2±1,1 M🜨 | 0,217 5±0,000 1     | 38,021±0,034             | 0,14±0,06    |             |       |
| 61 Virginis d | ≥ 22,9±2,6 M🜨 | 0,476±0,001         | 123,01±0,55              | 0,35±0,09    |             |       |